# شهرستان پاوه
شهرستان پاوه  شمالی ترین و خوش آب و هوا ترین شهرستان استان کرمانشاه در ایران است. مرکز این شهرستان، شهر پاوه است.
همچنین شهرستان پاوه مرکز ناحیه اورامانات که شامل ۴ شهرستان پاوه، جوانرود، روانسر و ثلاث باباجانی است؛ نیز می‌باشد.
مردم شهرستان پاوه به زبان کُردی صحبت می‌کنند و دو گویش هورامی و جافی در این شهرستان تکلم می‌شود.

## موقعیت جغرافیایی
شهرستان پاوه از شمال با شهرستان سروآباد و از شرق با شهرستان کامیاران در استان کردستان، از جنوب شرقی با شهرستان روانسر، از جنوب با شهرستان جوانرود و از غرب با کشور عراق همسایه است. 
با باز شدن مرز مسافری شوشمی در سال ۱۴۰۲ شمسی این شهرستان پل ارتباطی میان استان های کرمانشاه - کردستان و اقلیم کردستان عراق شد.   
گمرک مرز شوشمی سومین گمرک مرزی کشور از لحاظ صادرات کالا به خارج از کشور می باشد که سالانه چندین میلیون دلار کالا از این مرز به کشور عراق صادر می‌شود.   
این شهرستان در فاصله ۱۱۵ کیلومتری شمال غرب شهر کرمانشاه و ۱۶۵ کیلومتری جنوب غربی شهر سنندج قرار دارد.

## تقسیمات کشوری
شهرستان پاوه شامل ۳ بخش، ۵ دهستان و ۵ شهر به شرح زیر است:

### شهرستان پاوه
| بخش     | مرکز بخش | جمعیت بخش ۱۳۹۵ | نام دهستان | مرکز دهستان | جمعیت دهستان ۱۳۹۵ | شهر             | جمعیت شهر ۱۳۹۵      |
| ------- | -------- | -------------- | ---------- | ----------- | ----------------- | --------------- | ------------------- |
| مرکزی   | پاوه     | ۴۷،۱۷۸ نفر     | هولی       | خانقاه      | ۶،۱۷۳ نفر         | پاوه            | ۳۲،۸۵۲ نفر          |
| مرکزی   | پاوه     | ۴۷،۱۷۸ نفر     | شمشیر      | شمشیر       | ۳،۱۵۳ نفر         | پاوه            | ۳۲،۸۵۲ نفر          |
| باینگان | باینگان  | ۹،۵۰۳ نفر      | شیوه‌سر     | بانه‌وره     | ۲،۶۵۴ نفر         | بانه‌وره باینگان | ۳،۱۸۷ نفر ۱،۵۱۳ نفر |
| باینگان | باینگان  | ۹،۵۰۳ نفر      | ماکوان     | دودان       | ۲،۱۴۹ نفر         | بانه‌وره باینگان | ۳،۱۸۷ نفر ۱،۵۱۳ نفر |
| نوسود   | نوسود    | ۸،۷۵۰ نفر      | سیروان     | نیسانه      | ۳،۱۱۸ نفر         | نودشه نوسود     | ۳،۶۸۳ نفر ۱،۹۴۹ نفر |

## جمعیت
براساس سرشماری عمومی نفوس و مسکن در سال ۱۳۹۵، جمعیت شهرستان پاوه برابر ۶۰،۴۳۱ نفر بوده‌است.

## گردشگری
شهرستان پاوه با آب و هوای دلپذیر و باغات سرسبز از پتانسیل‌های زیادی برای جذب گردشگر برخوردار است. روستاهای نسمه، شمشیر، خانقاه و هجیج، شهر پلکانی پاوه و نودشه، سد داریان، منطقه گردشگری میگوره باینگان، غار سنگی حسین کوهکن و روستاهای مرزی کیمنه، بیرواس و هانی‌گرمله با طبیعتی بکر و دست‌نخورده از جمله مناطق گردشگری شهرستان پاوه است.
از اواخر دهۀ ۱۳۸۰ برنامه‌ریزان اقتصادی دولت تلاش کردند تا اقتصاد شهرستان پاوه به جذب توریست وابسته شود. برنامۀ افزایش سهم توریسم در معیشت مردم مبتنی بر توریسم روستایی بود و در این میان ۱۰ روستای داریان، شمشیر، هجیج، خانقاه، گلال، دشه، شرکان، ساتیاری، تین و زردویی را بیش از همه هدف قرار داد. بر اساس این برنامه اقامتگاه‌های بومگردی در شهرستان پاوه راه‌اندازی شد. همچنین تا ابتدای آبان ۱۴۰۰ به نزدیک به ۵۰ خانۀ مسافر نیز در سطح شهرستان مجوز تأسییس داده شده‌است و علاوه بر آن نزدیک به ۶۰ واحد اقامتی نیز بدون مجوز مشغول فعالیت بوده‌اند.

### جاذبه‌های گردشگری

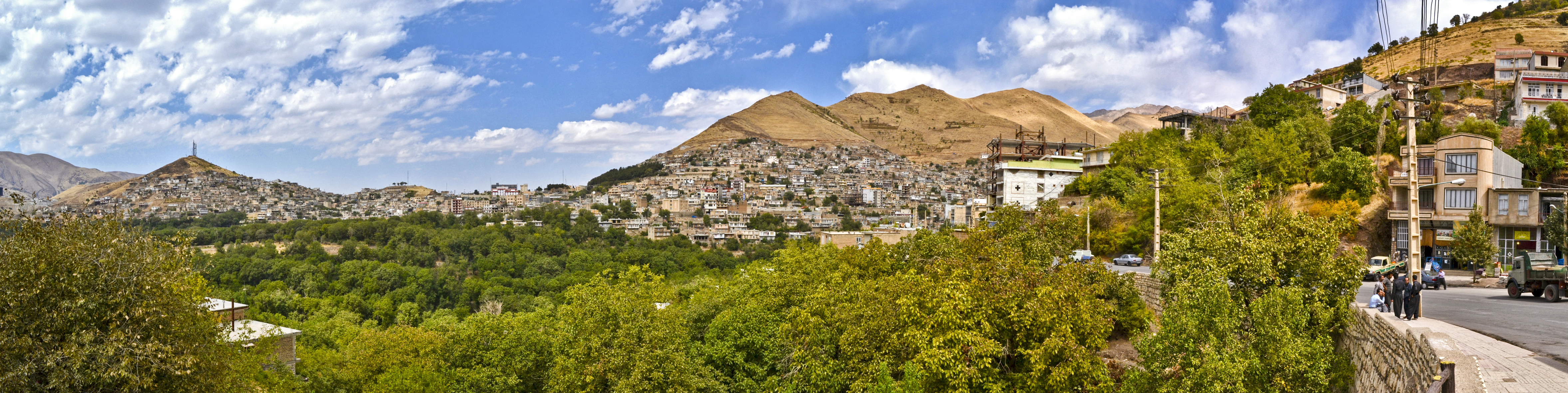
تصویر پانوراما از شهر پاوه

شهرستان پاوه و منطقه هورامان به دلیل داشتن جاذبه‌های فراوان طبیعی و تاریخی، هرساله پذیرای گردشگران داخلی و خارجی بسیاری است. از دیدنی‌های این منطقه می‌توان به موارد زیر اشاره کرد:

### جاذبه‌های طبیعی
- کوه شاهو، با ارتفاع ۳۳۹۰ متر
- کوه آتشگاه با ارتفاع ۲۳۸۹ متر
- غار قوری‌قلعه، بزرگ‌ترین غار آبی آسیا
- رودخانه سیروان
- چشمه بزرگ آب معدنی بل، روستای هجیج

### آثار باستانی
- آتشکدۀ آتشگاه، کوه آتشگاه، جنوب شهر پاوه
- قلعه‌دژ (قه‌لا دزی)، دورۀ ساسانی، شهر پاوه
- قلعه‌های پاسگه، تپه‌ای در کنار جادۀ پاوه به دشه

### تفرج‌گاه‌ها
- ییلاق وی‌میر
- سراب هولی
- جاده کمربندی گردشگری دره‌نیشه
- ییلاق سردره
- پارک طبیعی کویمه‌کال
- درۀ خانقاه و گلال
- منطقه گردشگری دالانی، بخش نودشه.
- سد زیبای داریان، بر روی رودخانۀ سیروان
- منطقۀ سریاس
- منطقۀ نویجر

### مساجد تاریخی
- مسجد جامع پاوه، منسوب به عبدالله بن عمر فرزند عمربن خطاب
- مسجد خضر زنده در شهر پاوه
- مسجد روستای شرکان
- مسجد نودشه
- مسجد روستای گلال، مربوط به صدر اسلام
- مسجد روباز محلۀ «پشته‌ای» در شهر پاوه با قدمت بیش از ۳۰۰ سال[۵]

### زیارت‌گاه‌ها
- آرامگاه سید عبیدالله (کوسۀ حجیج)، روستای حجیج.
- زیارتگاه سلطان سهاک، در پردیور، روستای شیخان.
- امامزاده سیدمحمود اصفهانی متعلق به دورۀ صفویه، جادۀ سرآب هولی.

## صنعت
ساخت کارخانۀ نوشابه‌سازی ترزه تولیدکنندۀ نوشابه با نشان تجاری «پرژه» طی سال‌های ۱۳۸۹ تا ۱۳۹۰ با سرمایه‌گذاری ۳/۵ میلیارد تومان انجام شد و در سال ۱۳۹۱ فعالیت خود را با ۱۸ کارگر در شهرک صنعتی پاوه آغاز کرد. فعالیت این کارخانه پس از مدتی کوتاه به دلیل بدهی به بانک ملت، توقیف و فعالیت آن متوقف شد و کارخانه نیز توسط بانک ملت توقیف شد.

علاوه بر این در شهرک صنعتی پاوه ۵ واحد فعال وجود دارد که ۳ واحد از این میان در زمینۀ تولید بتن آماده و تیرچه بلوک فعالیت می‌کنند.